# ساره ميشيل
ساره ميشيل (بالفرنسية: Sarah Michel)‏ مواليد 10 يناير 1989، هي لاعبة كرة سلة فرنسية. تلعب مع نادي لات لكرة السلة للسيدات في الدوري الفرنسي لكرة السلة للسيدات. يبلغ طولها 5 قدم 11 بوصة (1.8 م). مثلت منتخب بلادها. شاركت في دورة الألعاب الأولمبية الصيفية سنة 2016.

## روابط خارجية
- ساره ميشيل على موقع الاتحاد الدولي لكرة السلة (الإنجليزية)
- ساره ميشيل على موقع كرة السلة الأوروبية.كوم (الإنجليزية)
- ساره ميشيل على موقع بروبوليرز (الإنجليزية)
- ساره ميشيل على موقع سبورتس رفرنس (الإنجليزية)
- ساره ميشيل على موقع اللجنة الأولمبية الدولية (الإنجليزية)
- ساره ميشيل على موقع أوليمبيديا (الإنجليزية)
- ساره ميشيل على موقع اللجنة الأولمبية الفرنسية (مؤرشف) (الفرنسية)